# Heisport Geel
Heisport Geel was een Belgische voetbalclub uit Geel. De club werd in 1950 opgericht en sloot aan bij de KBVB met stamnummer 5399.

## Geschiedenis
Heisport werd in juni 1950 opgericht en sloot drie maanden later aan bij de KBVB.
De club nam voor het eerst deel aan de competitie in 1951-1952 in Derde Provinciale, toen de laagste reeks in de provincie Antwerpen. De club zou zijn hele geschiedenis in Derde Provinciale blijven spelen.
Succesvol was men allerminst, de beste prestatie was een achtste plaats in 1959-1960, alle andere seizoenen eindigde Heisport in de onderste helft van de klassering en een paar keer werd men zelfs allerlaatste in de stand.
Heisport nam in het seizoen 1970-1971 niet meer aan de competitie deel en in oktober 1971 nam de club ontslag uit de KBVB.